# Pfarrkirche Hohenzell

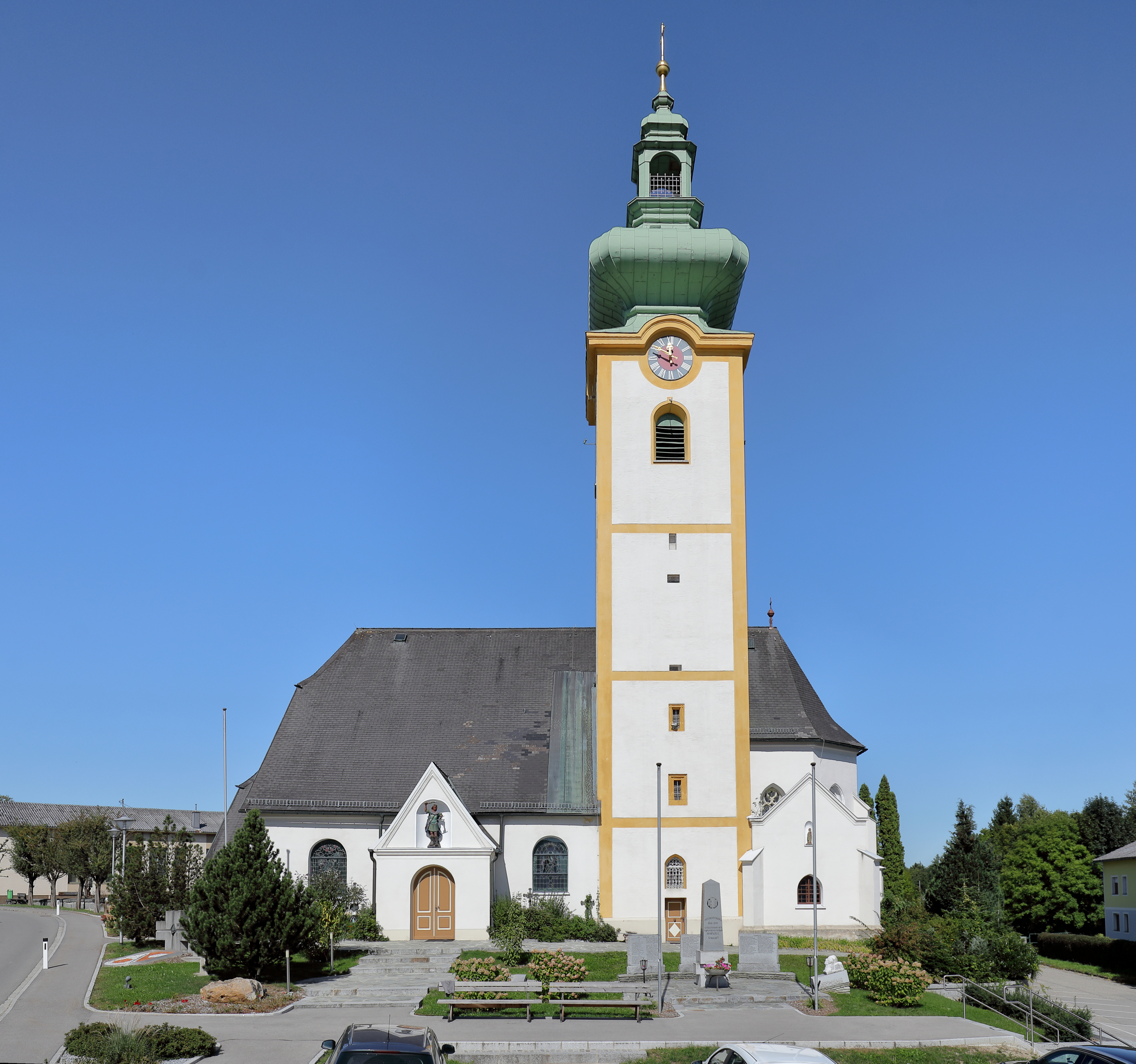
Pfarrkirche hl. Michael in Hohenzell

Die Pfarrkirche Hohenzell steht im Ort Hohenzell in der Gemeinde Hohenzell in Oberösterreich. Die römisch-katholische Pfarrkirche hl. Michael gehört zum Dekanat Ried im Innkreis in der Diözese Linz. Die Kirche steht unter Denkmalschutz.

## Geschichte
Die Kirche wurde 1283 urkundlich genannt. Die weite gotische Hallenkirche wurde im 16. Jahrhundert mit einer seitenschiffartigen Kapelle erweitert. Der Glockenturm im südlichen Chorwinkel wurde zur Barockzeit angebaut.

## Architektur
An das einschiffige dreijochige Langhaus schließt der leicht eingezogene dreijochige Chor mit einem Dreiachtelschluss an. 1665 wurden die gotischen Rippen der Gewölbe abgeschlagen. Die dreiachsige Westempore mit einem Kielbogen ist sternrippenunterwölbt. Das Süd- und Westportal sind spätgotisch kielbogig. Das Südportal erhielt 1665 eine tonnengewölbte Vorhalle. Die Vorhalle zeigt das Fresko Michael von Egidi Prinner (1736). Die Taufkapelle erhielt im 3. Viertel des 18. Jahrhunderts eine Stuckierung. Der Turm in südlichen Chorwinkel hat eine neue Zwiebelhaube mit einer Laterne.

## Ausstattung
Der Hochaltar aus 1772 trägt Statuen vom Bildhauer Johann Peter Schwanthaler der Ältere. Auch die Kanzel um 1720 trägt Figuren in seiner Art. Eine Kreuzigungsgruppe (1753) und eine Verkündigungsgruppe (1732) schuf Franz Mathias Schwanthaler. Im Chor sind vier barocke Figuren. Im Langhaus ist eine gotische Figur Maria mit Kind. Die Orgel aus 1864 mit 12 Registern fertigte Franz Sales Ehrlich aus Braunau.
Ein Grabstein im Langhaus zeigt Vikar Wolfgang Maierhofer mit Muttergottes und Stifter und die Angabe 1533.